# پروان (شهر)
پروان (به لاتین: Proven) یک منطقهٔ مسکونی در بلژیک است که در پپرنژ واقع شده‌است. پروان ۱۳٫۱۰ کیلومتر مربع مساحت و ۱٬۳۹۴ نفر جمعیت دارد.